# Drakar och Demoner Gigant
Drakar och Demoner Gigant, refereras till i andra moduler som GDD, var en expansionsmodul till rollspelet Drakar och Demoner Expert, utgiven 1987. Gigant bestod dels av regelutökningar och regeltillägg och dels av artiklar om kampanjspel och regler som stöder detta. Ursprungligen tänktes Gigant innehålla en världsbeskrivning för en kampanjvärld, den som sedermera gavs ut under namnet Ereb Altor.
Gigant var uppdelat i två böcker, den tjockare, oranga, Regelboken och den tunnare, gula, Kampanjboken. Regelboken innehöll tillägg till befintliga regler inom en mängd områden, till exempel yrken, färdigheter och besvärjelser, regler för feodala län, borgar och fältslag, regler för klimat samt några artiklar om kampanjspel.
Kampanjboken innehöll artiklar om vissa intelligenta varelser, mäktiga spelledarpersoner, underjorden, politik och religion samt huvuddelen av reglerna för feodala län. Gigant försöker dessutom på olika sätt förklara vad som krävs för att ett påhittat rike ska kännas trovärdigt.
Gigant gavs ut i två upplagor, båda under 1987, där den andra upplagan hade fått några småfel rättade och vissa avsnitt förtydligade. Regelboken från den andra upplagan skickades med som en del av Drakar och Demoner Expert från och med 1987 års upplaga.
Huvuddelen av reglerna för borgar och fältslag kom senare att ingå i Krigarens handbok.